# Holz-Schildborstling
Der Holz-Schildborstling oder Gewöhnliche Schildborstling (Scutellinia scutellata) ist eine Pilzart aus der Familie der Feuerkissenverwandten.

## Merkmale

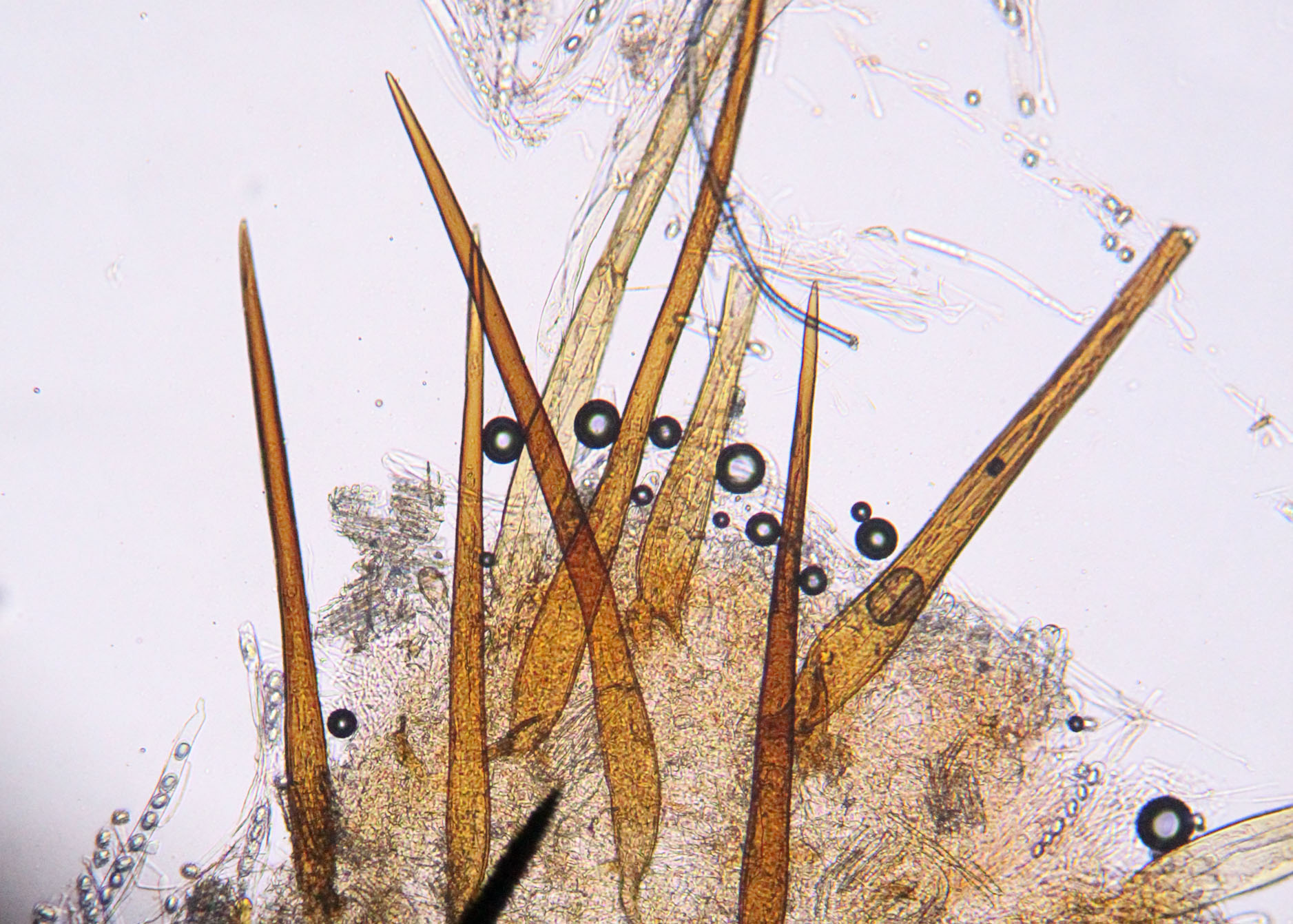
Randhaare im Lichtmikroskop

### Makroskopische Merkmale
Die Fruchtkörper sind zuerst flach schüssel- bis scheibenförmige, ungestielte Apothecien von 3 bis 6 mm Durchmesser. Auffallend sind sowohl die leuchtend scharlachrote Farbe der sporenbildenden Schicht (Hymenium) als auch die borstige Behaarung der Außenseite, die braun gefärbt ist. Besonders der Rand hat braune, lange zugespitzte Borsten, die schon mit bloßem Auge zu sehen sind und bis zu 1,3 mm lang werden können. Daher wird er im Englischen auch als „eyelash cup“, also Augenwimpernbecherling bezeichnet. Die Konsistenz ist wachsartig.

### Mikroskopische Merkmale
Die Schläuche sind zylindrisch und messen 240–250 × 12–17 μm. Die Sporen sind hyalin, elliptisch und mit dicht stehenden Warzen besetzt, die allerdings erst nach Färbung mit Milchsäure-Anilinblau sichtbar sind. Ungefärbt erscheinen sie als grobkörnige innere Granulation. Sie werden 16–19 × 10–12,5 μm groß. In großer Zahl erscheinen sie wie ein Sporenabdruck weiß. Die Paraphysen sind fadenförmig, an der Seite etwas keulig verbreitert, mit orange gefärbtem körnigen Inhalt. Im Elektronenmikroskop ist an der Schlauchspitze ein Operculum (eine Art Deckel) mit einem subapikalen Ring und ein Ascus-Porus sichtbar.

## Artabgrenzung
Der Holz-Schildborstling ist zwar recht gut an seinen langen Haaren zu erkennen, er kann aber mit anderen selteneren Schildborstlingen verwechselt werden. Scutellinia umbrarum ist mehr orangerötlich gefärbt und seine Sporen besitzen gröbere Warzen. Scutellinia trechispora ist ein Bodenbewohner, hat kürzere Borsten. Seine Sporen sind rund.

## Ökologie und Phänologie
Der Holz-Schildborstling kommt häufig auf einer Vielzahl von Substraten vor. Er wächst saprobiontisch auf totem Holz oder auch auf anderen Pflanzenresten. Manchmal findet man ihn auch direkt auf Erde. Auch wurde er schon auf Asche oder auf Porlingen gefunden. In einer Studie über die Pilzsukzession an Pappelstümpfen, die über sechs Jahre dauerte, wurde beobachtet, dass der Holz-Schildborstling ungefähr in der Mitte der pilzlichen Sukzession erschien, zusammen mit Arten wie Ascocoryne sarcoides, Scutellinia cervorum, und Lasiosphaeria spermoides. Auf Holz ist er oft von umgebenden Moos bedeckt und wird so oft übersehen.
Während er in Europa von April bis November mit Schwerpunkt im Frühjahr zu finden ist, bildet er in Nordamerika seine Fruchtkörper im Winter und Frühling aus.

## Verbreitung
Er kommt auf der gesamten Nördlichen Hemisphäre vor, aber auch in tropischen Gebieten, so etwa in Kamerun, Kolumbien, Indien, Israel, Neuguinea und Salomon-Inseln.

## Inhaltsstoffe
Die Carotinoide sind pigmentierte Moleküle, die in Pflanzen und in manchen Pilzen wie eben Scutellinia scutellata gefunden werden. Eine 1965 durchgeführte Studie beschrieb die Zusammensetzung der Carotinoide im Schildborstling und fand einen hohen Anteil an monozyklischen Karotinen, das heißt mit nur einem Cyclohexen-Ring, so wie auch das bekannte beta-Karotin. Geringere Anteile von Xanthophyll, ein karotinverwandtes Molekül wurde ebenso gefunden.